# Kovalcsik Katalin
Kovalcsik Katalin (Budapest, 1954. – 2013. január 30.) magyar hárfás, hárfatanár, népzenekutató és zenetudós, az MTA Zenetudományi Intézetének egykori munkatársa.

## Élete
Tanulmányait a Liszt Ferenc Zeneművészeti Főiskolán, illetve Egyetemen végezte. 1978-ban zeneiskolai szolfézs- és hárfatanár, 2004-ben muzikológus és tanár szakon diplomázott. 1979-től az MTA Zenetudományi Intézetének munkatársa (tudományos segédmunkatárs, 1983-tól tudományos munkatárs, 2006-tól tudományos főmunkatárs). 2006-ban A „cigány nótától” az „autentikus cigányzenéig” címmel Ph. D. tudományos fokozatot szerzett.
Tagja volt a Magyar Zenetudományi és Zenekritikai Társaságnak, a Magyar Néprajzi Társaságnak, az European Seminar in Ethnomusicology-nak, az International Council of Traditional Music-nak és a Gypsy Lore Society-nak. Utóbbinak 2003-tól a vezetőségi tagja. Kisebb megszakításokkal 1994-től tanított cigány kultúrát és cigány zenekultúrát a Pécsi Tudományegyetemen. 2003-ban az ELTE Kulturális Antropológia Tanszékén lovári és beás cigány nyelvet, illetve zenei antropológiát adott elő. Mint vezető szervező részt vett az 1990. évi Second International Meeting of the Section of Young Ethnomusicologists, International Council of Traditional Music című, Budapesten megrendezett konferencián, valamint 1996-ban a Magyar Néprajzi Társaság Cigány Néprajzi Ülésszak című rendezvényén, amelyet szintén Budapesten tartottak.
2010-ben Szabolcsi Bence-díjjal tüntették ki.

## Szakmai munkája
Szakterülete a népzenetudomány (etnomuzikológia), ezen belül a cigányok zenélése és a cigányzenék. 1979-től végzett terepmunkát, melyet megkönnyít, hogy lovári és beás nyelven is beszélt. A nyolcvanas években akadémiai szervezésben vagy ösztöndíjjal Csehszlovákiában, Bulgáriában, Jugoszláviában, Lengyelországban, Moldáviában, Romániában és Kárpátalján végzett terepmunkát. Néhány országba ezek közül többször is visszatért. Egyéb szakmai utakon többek között az USA-ban, Nagy-Britanniában, Izraelben, Németországban, Törökországban és Ausztriában járt.
Kutatási területéhez tartozott a magyarországi beás cigányok népzenéje, a határvidéki cigány népzenei dialektusok, az északkelet-magyarországi oláh cigány közösség narratív hagyományai, a magyar és román beás cigányok kultúráinak összehasonlító kutatása, a cigány közösségi események zenéje, de a görögországi cigány népzene és a mai falusi zenélés kutatása is. Tudományos munkájában foglalkozott a magyarországi hárfás szintókkal, körükben gyűjtést végzett, Gertner Jánosról, az egyik utolsó magyar vándorhárfásról fényképfelvételeket készített.
Részt vett a cigány kultúra népszerűsítésében, könyvismertetőket, lemezkritikákat írt.

## Publikációk
Nyolc tudományos és pedagógiai könyv (részben szerzőtársakkal), hét tudományos és pedagógiai könyv, illetve folyóiratszám szerkesztése, továbbá kb. 40 magyar és idegen nyelvű (angol, francia, német) tudományos cikk szerzője. Fontosabb publikációi:
- 1980: Népi hárfák Magyarországon - Két hangszerkészítő mester. Zenetudományi dolgozatok: 115-130.
- 1987: Popular Dance Music Elements in the Folk Music of Gypsies in Hungary. Popular Music No 1. (Cambridge): 45-65.
- 1996: Roma or Boyash Identity? The Music of the “Ard'elan” Boyashes in Hungary. Max Peter Baumann ed.: The World of Music 38 (1): 77-93.
- 2009: A nótában benne van az igazság. Dal, beszéd, kultúra és érzelem két falu idős lakói körében. In Szemerkényi Ágnes szerk. Folklór és zene. 312-323. Budapest: Akadémiai Kiadó. (Folklór a magyar művelődéstörténetben.)
- 2010: The Romani musicians on the stage of pluri-culturalism: the case of the Kalyi Jag group in Hungary. In: Michael Stewart and Márton Rövid eds. Multi-disciplinary approaches to Romany studies. 55-70. Budapest: Central European University Press. (eBook)

## Külső hivatkozások
- a Kalyi Jag (Fekete tűz) cigányfolklór együttes lemezismertetője
- Gertner János fotó a Zenetudományi Intézet adatbázisában